# Litanie van Loreto

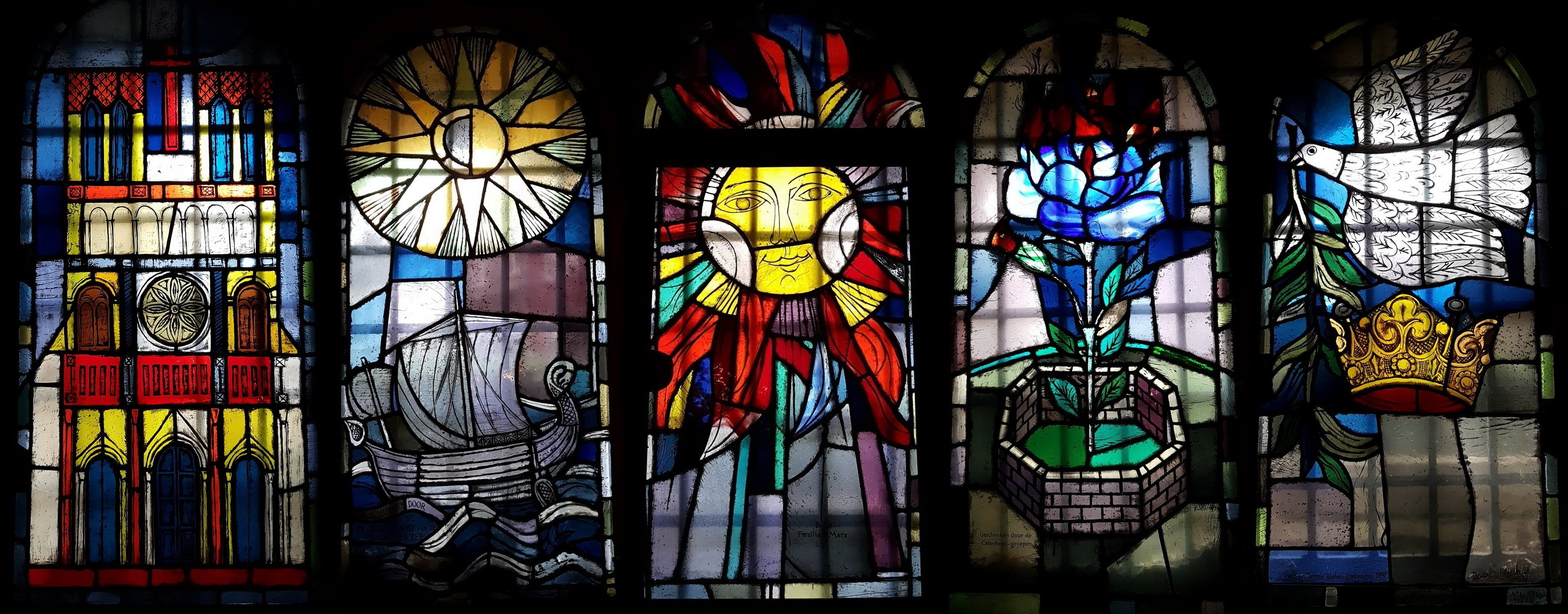
Gebrandschilderde ramen in de oostcrypte van de Onze-Lieve-Vrouwebasiliek in Maastricht met een vijftal titels van Maria: "Gouden huis", "Sterre der zee", "Morgenster", "Mystieke roos" en "Koningin van de vrede" (Daan Wildschut, 1987)

De litanie van Loreto (Latijn: Litaniae Lauretanae), ook wel litanie van de heilige Maagd Maria genoemd, is in de Rooms-katholieke traditie een litanie ter ere van Maria. De litanie werd in 1601 door paus Clemens VIII vastgelegd, maar is later diverse malen aangevuld. De naam verwijst naar het heiligdom van Loreto in Italië. De litanie wordt door katholieken vaak na het rozenhoedje of de rozenkrans gebeden.

## Geschiedenis

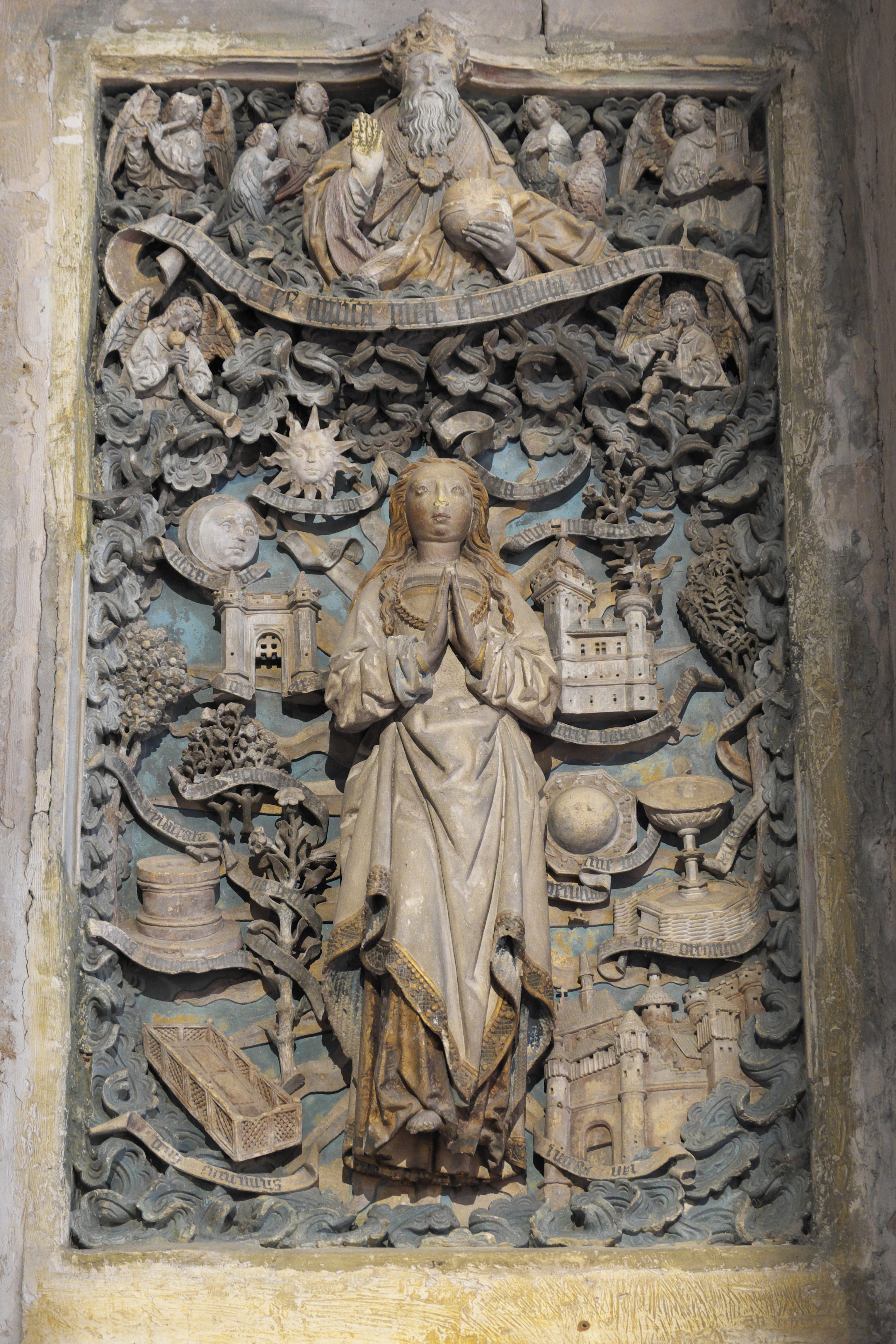
16e-eeuws reliëf van Maria omgeven door symbolen uit de Loreto-litanie – toen nog niet officieel vastgelegd – in de Onze-Lieve-Vrouwekerk van Bar-le-Duc, Frankrijk

In de loop der tijd werden enige aanroepingen toegevoegd aan de oorspronkelijke litanie uit 1601:
- 1675 Koningin van de heilige Rozenkrans (later voor de gehele kerk)
- 1883 Koningin zonder erfsmet ontvangen (door Paus Leo XIII), zie Onbevlekte Ontvangenis van Maria
- 1903 Moeder van goede raad (idem)
- 1917 Koningin van de vrede (door Paus Benedictus XV)
- 1951 Koningin in de hemel opgenomen (door Paus Pius XII)
- 1980 Moeder van de Kerk (door Johannes Paulus II)
- 1995 Koningin van het gezin (idem)
- 2020 Moeder van de barmhartigheid (Mater misericordiae), Moeder van de hoop (Mater spei), Troost van de migranten (Solacium migrantium) door Paus Franciscus.[1]

## Invloed
De invloed van de litanie van Loreto overstijgt de directe religieuze betekenis in de Mariaverering. De geschiedenis van de Rooms-Katholieke Kerk en de kerkelijke bouwkunst en kunstgeschiedenis van de 19e en 20e eeuw zijn moeilijk te begrijpen zonder kennis van deze litanie. Diverse aanroepingen van Maria uit de Loreto-litanie - vaak bekender in het Latijn - zijn een eigen leven gaan leiden en kregen hun eigen devotie. Voorbeelden daarvan zijn: Mater misericordiae (Moeder van barmhartigheid), Mater immaculata (Onbevlekte Moeder), Mater amabilis (Beminnelijke Moeder), Virgo prudentissima (Allervoorzichtigste Maagd), Sedes sapientiae (Zetel der wijsheid), Rosa mystica (Mystieke roos), Turris davidica (Toren van David), Ianua caeli (Poort van de hemel), Stella matutina (Morgenster), Refugium peccatorum (Toevlucht van de zondaren), Consolatrix afflictorum (Troosteres van de bedroefden), Auxilium Christianorum (Maria Hulp der Christenen), Regina Angelorum (Koningin van de engelen) en Regina pacis (Koningin van de vrede). Alleen al in Nederland en België zijn honderden katholieke kerken, kloosters, kapellen, scholen, ziekenhuizen, liefdadige instellingen, zangkoren, sportclubs en andere verenigingen genoemd naar een aanroeping uit de litanie van Loreto. Vrijwel elke katholieke kerk heeft een altaar, Mariabeeld, glas-in-loodraam of schildering die verwijst naar de Loreto-litanie. Vanaf de jaren 1960 is deze invloed geleidelijk afgenomen.

## Tekst

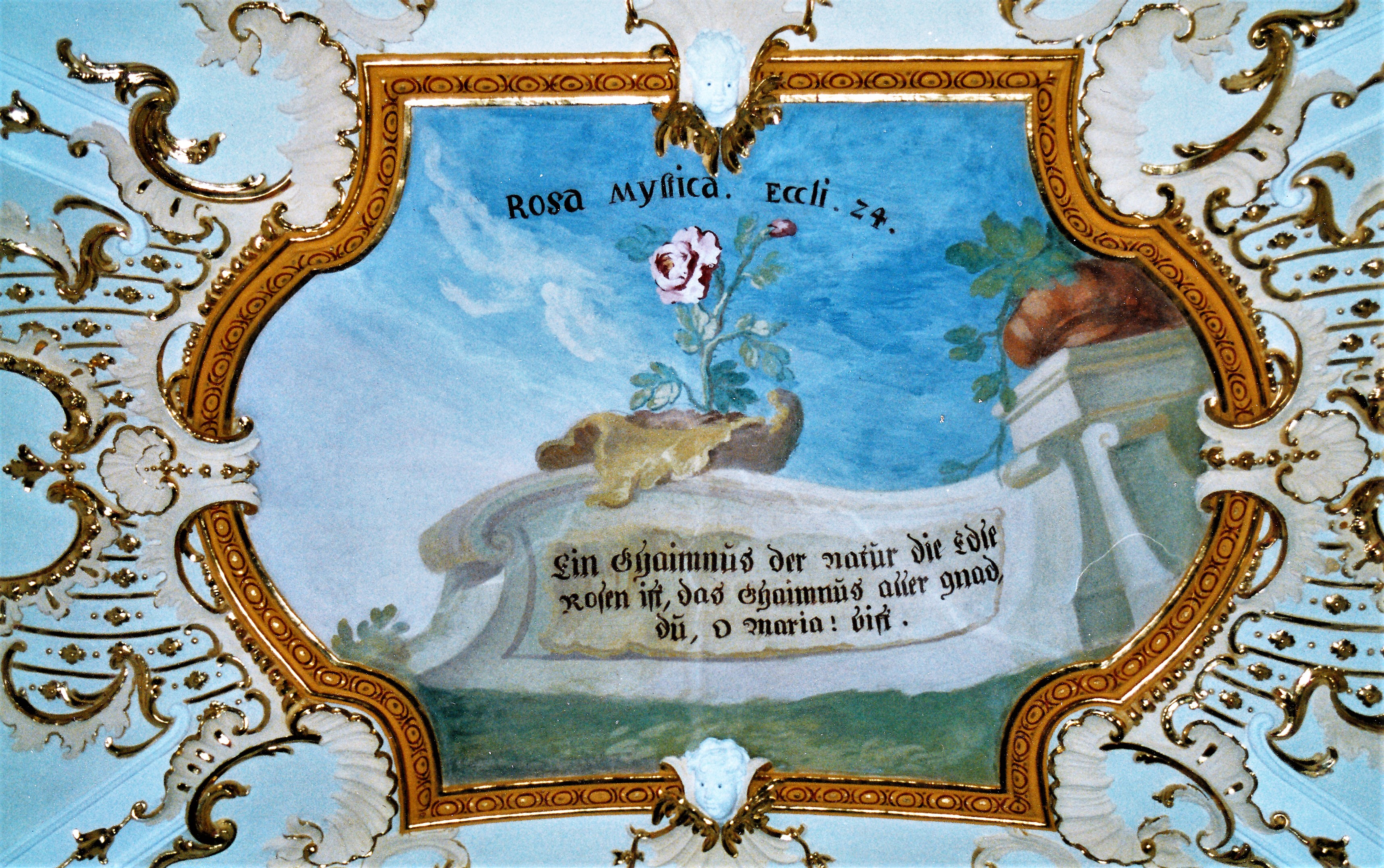
18e-eeuws fresco van Johann Baptist Zimmermann in de kerk van Maria Brünnlein, Wemding (Beieren): Maria als Mystieke roos

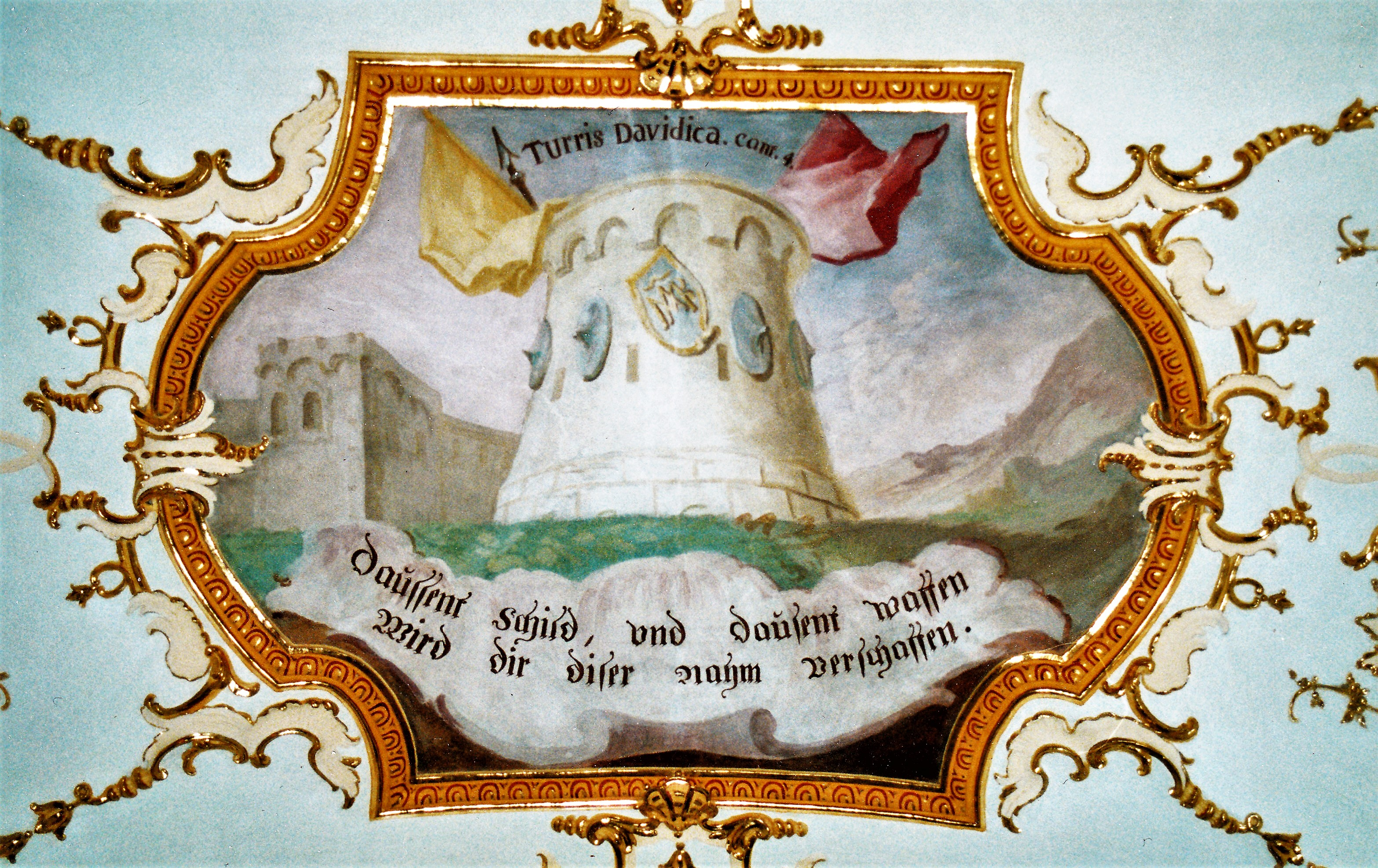
Idem: Maria als Toren van David

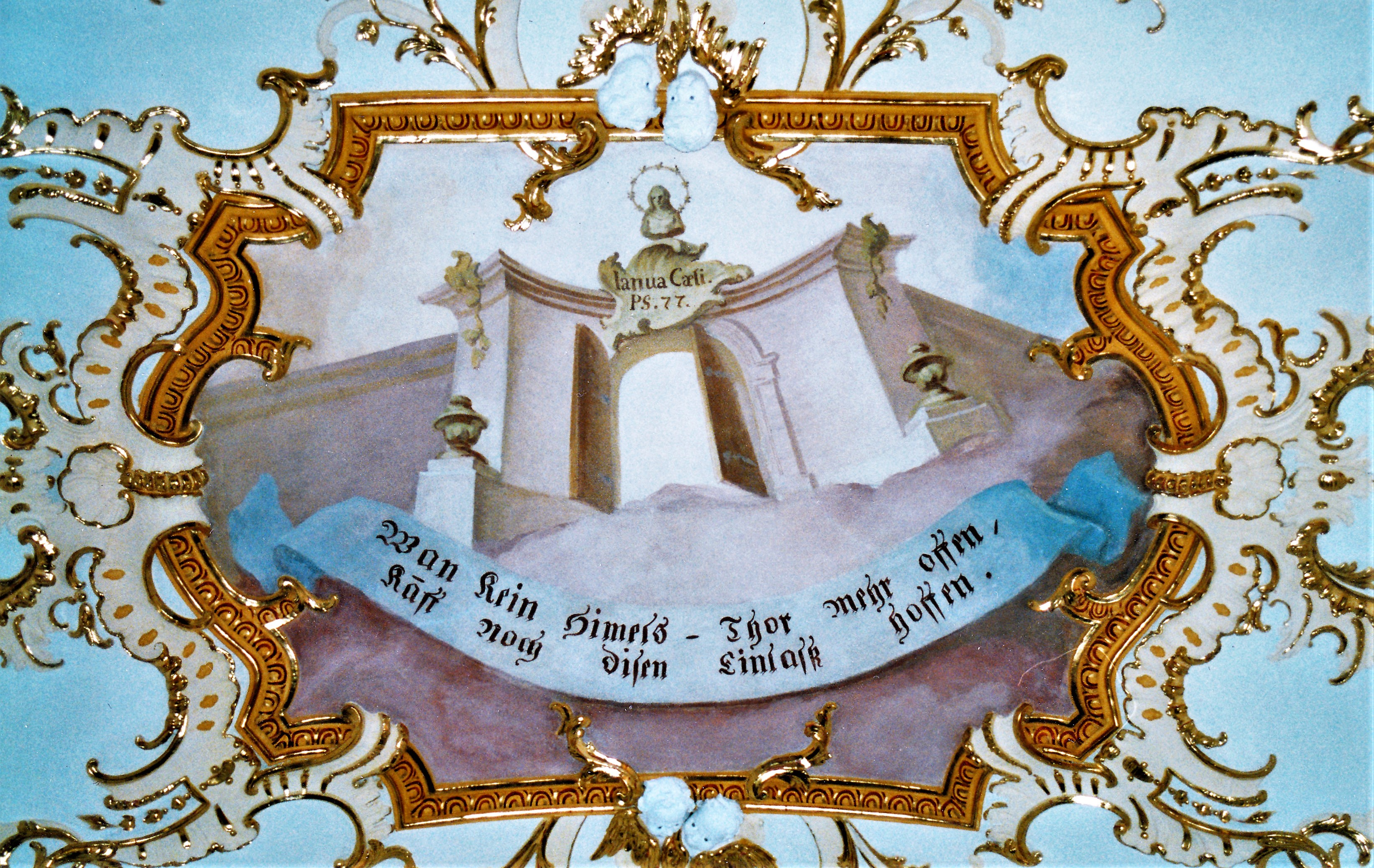
Idem: Maria als Poort van de hemel

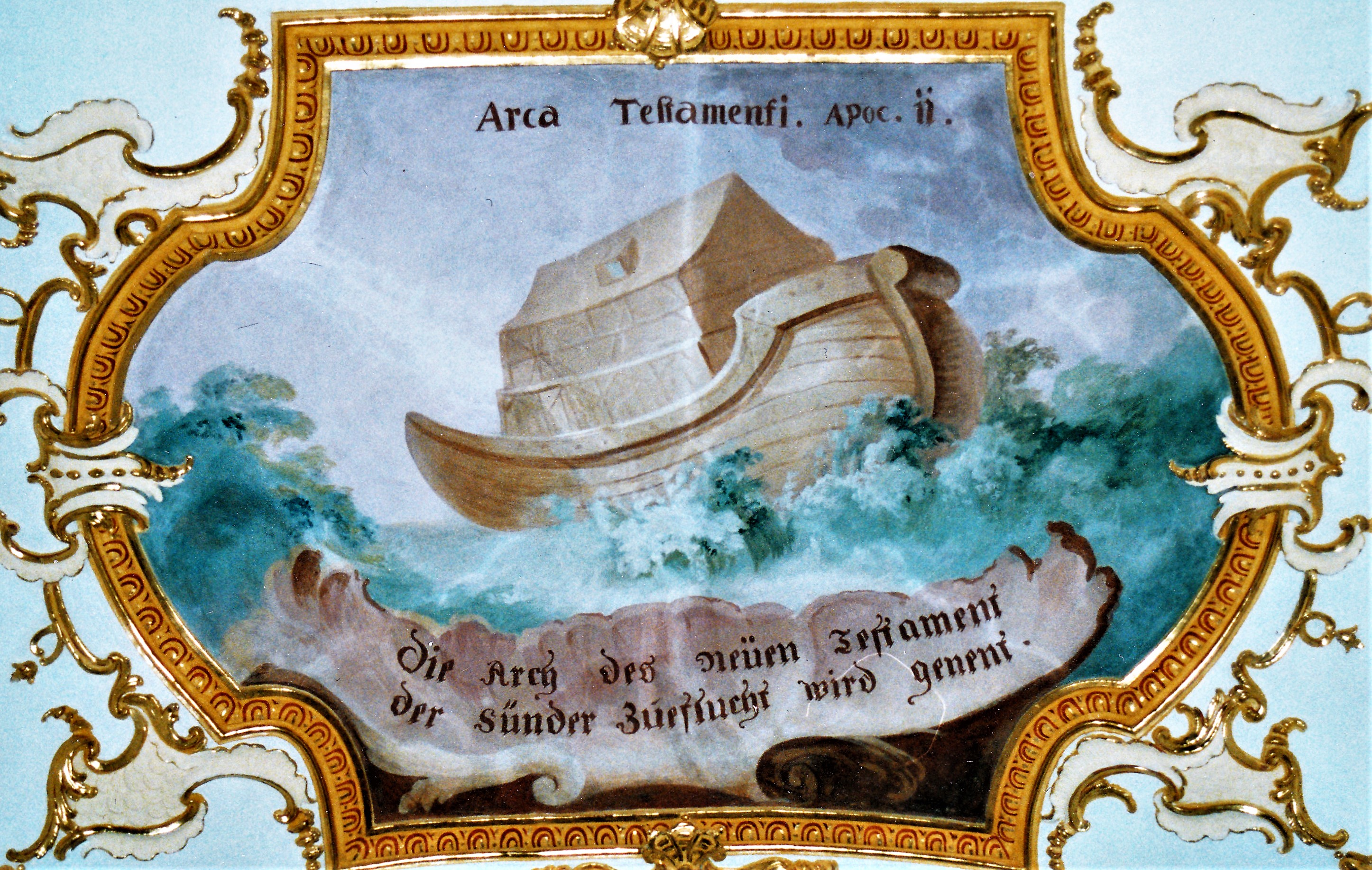
Idem: Maria als Ark van het verbond

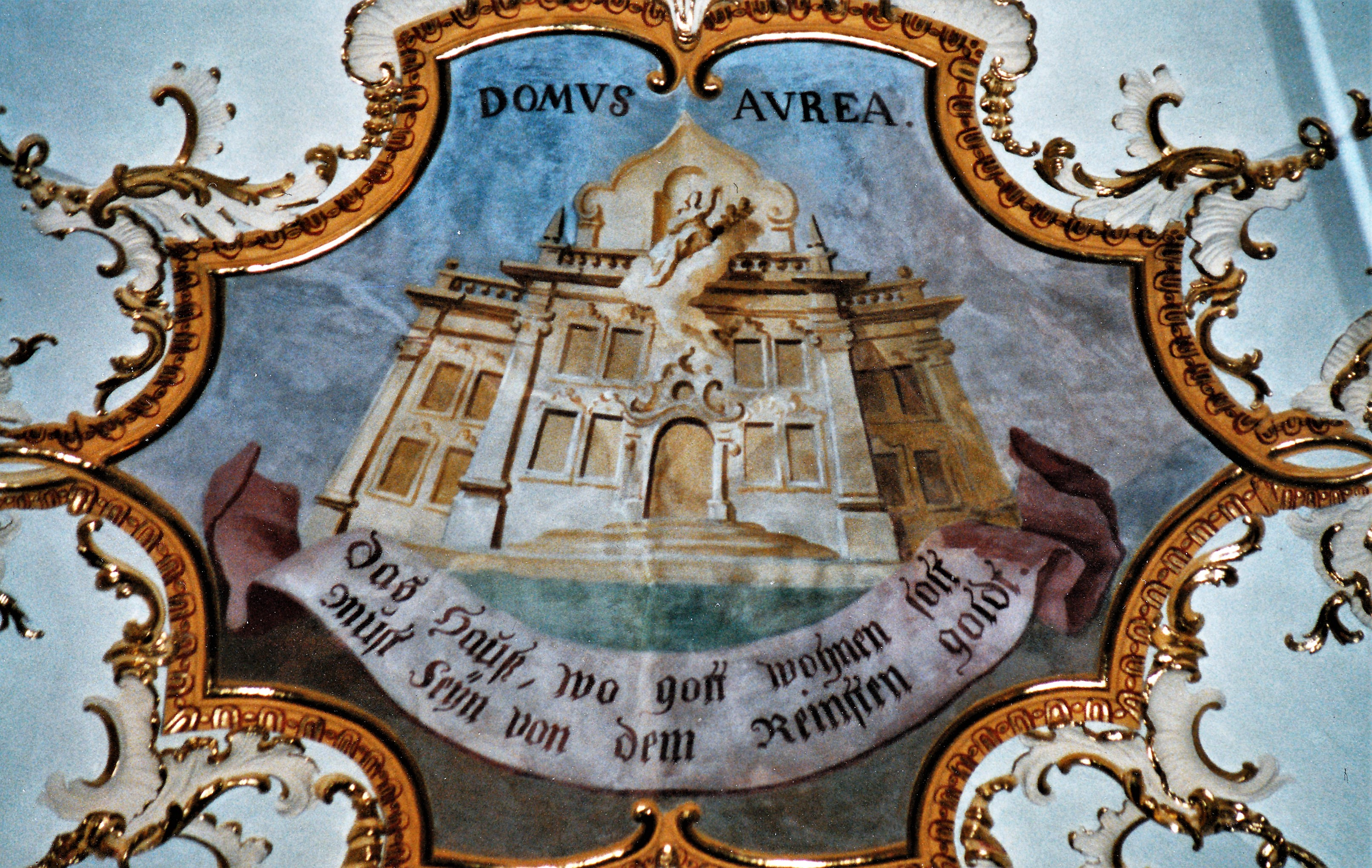
Idem: Maria als Gouden huis

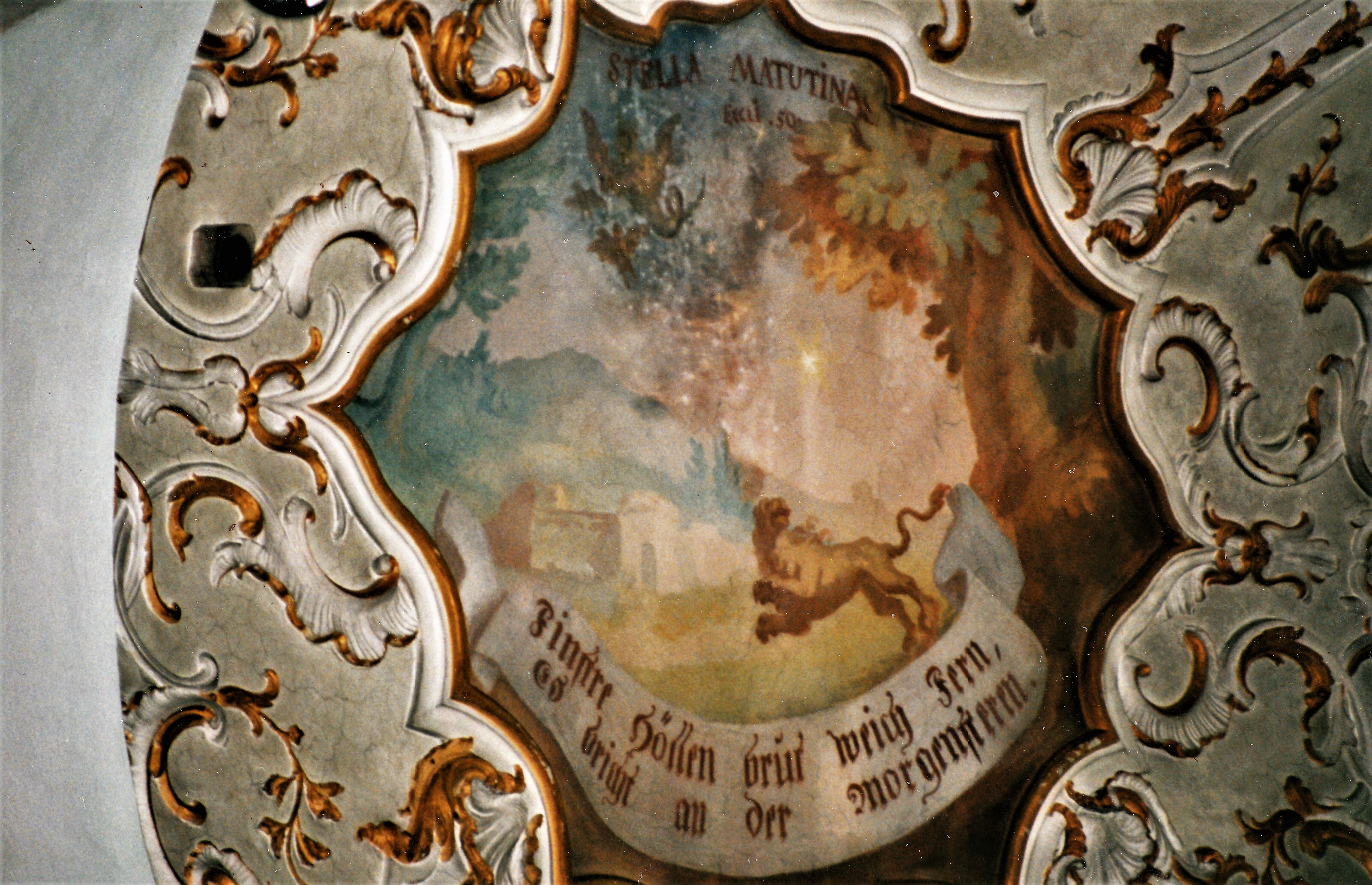
Idem: Maria als Morgenster

De tekst luidt als volgt (cursieve gedeelten in acclamatie):
- Heer, ontferm U over ons.
- Christus, ontferm U over ons.
- Heer, ontferm U over ons.
- Christus, aanhoor ons.
- Christus, verhoor ons.
- God, hemelse Vader, ontferm U over ons.
- God, Zoon, Verlosser van de wereld, ontferm U over ons.
- God, heilige Geest, ontferm U over ons.
- Heilige Drievuldigheid, één God, ontferm U over ons.
- Heilige Maria, bid voor ons.
- Heilige Moeder van God, bid voor ons.
- Heilige Maagd der maagden, bid voor ons.
- Moeder van Christus, bid voor ons.
- Moeder van de Kerk, bid voor ons.
- Moeder van de barmhartigheid, bid voor ons.
- Moeder van de goddelijke Genade, bid voor ons.
- Moeder van de hoop, bid voor ons.
- Allerreinste Moeder, bid voor ons.
- Zeer kuise Moeder, bid voor ons.
- Maagdelijke Moeder, bid voor ons.
- Onbevlekte Moeder, bid voor ons.
- Beminnelijke Moeder, bid voor ons.
- Bewonderenswaardige Moeder, bid voor ons.
- Moeder van goede raad, bid voor ons.
- Moeder van de Schepper, bid voor ons.
- Moeder van de Zaligmaker, bid voor ons.
- Allervoorzichtigste Maagd, bid voor ons.
- Eerwaardige Maagd, bid voor ons.
- Lofwaardige Maagd, bid voor ons.
- Machtige Maagd, bid voor ons.
- Goedertieren Maagd, bid voor ons.
- Getrouwe Maagd, bid voor ons.
- Spiegel van gerechtigheid, bid voor ons.
- Zetel van Wijsheid, bid voor ons.
- Oorzaak van onze blijdschap, bid voor ons.
- Geestelijk vat, bid voor ons.
- Eerwaardig vat, bid voor ons.
- Heerlijk vat van godsvrucht, bid voor ons.
- Mystieke roos, bid voor ons.
- Toren van David, bid voor ons.
- Ivoren toren, bid voor ons.
- Gouden huis, bid voor ons.
- Ark van het verbond, bid voor ons.
- Deur van de hemel, bid voor ons.
- Morgenster, bid voor ons.
- Heil van de zieken, bid voor ons.
- Toevlucht van de zondaren, bid voor ons.
- Troost van de migranten, bid voor ons.
- Troosteres van de bedroefden, bid voor ons.
- Hulp van de christenen, bid voor ons.
- Koningin van de engelen, bid voor ons.
- Koningin van de aartsvaders, bid voor ons.
- Koningin van de profeten, bid voor ons.
- Koningin van de apostelen, bid voor ons.
- Koningin van de martelaren, bid voor ons.
- Koningin van de belijders, bid voor ons.
- Koningin van de maagden, bid voor ons.
- Koningin van alle heiligen, bid voor ons.
- Koningin zonder erfsmet ontvangen, bid voor ons.
- Koningin in de hemel opgenomen, bid voor ons.
- Koningin van de heilige rozenkrans, bid voor ons.
- Koningin van het gezin, bid voor ons.
- Koningin van de vrede, bid voor ons.

- Lam Gods, dat de zonden van de wereld wegneemt, spaar ons Heer.
- Lam Gods, dat de zonden van de wereld wegneemt, verhoor ons Heer.
- Lam Gods, dat de zonden van de wereld wegneemt, ontferm U over ons.

- Bid voor ons, Moeder van God,
- opdat wij de beloften van Christus waardig worden.

- Laat ons bidden

- Heer God, wij bidden U: geef ons, uw dienaren, dat wij ons mogen verheugen in een bestendige gezondheid van ziel en lichaam; mogen wij door de verheven voorspraak van de heilige Maria, die altijd maagd is gebleven, verlost worden van de tegenwoordige droefheid en de eeuwige vreugde genieten. Door Christus, onze Heer.
- Amen.